# داستان دو شهر (فیلم ۱۹۱۱)
داستان دو شهر (انگلیسی: A Tale of Two Cities) فیلمی به کارگردانی ویلیام جی هامفری است، که در سال ۱۹۱۱ منتشر شد.

## بازیگران
- ماوریس کاستلو
- فلورنس ترنر
- جان بانی
- نورما تالماج
- ویلیام جی هامفری
- رالف اینس
- جیمز دبلیو. موریسون
- چارلز کنت
- میبل نورماند
- ارل ویلیامز
- ادیث استوری
- هلن گاردنر
- آنیتا استوارت